# Mohamed Al-Dehaimi
Mohamed al-Dehaimi (arabisch محمد بن عبد الله الدهيمي, DMG Muḥammad b. ʿAbd Allāh ad-Duhaimī; * 13. Oktober 1965) ist ein katarischer Diplomat und der aktuelle Botschafter des Emirats Katar in der Volksrepublik China.

## Ausbildung
1997 studierte Mohamed al-Dehaimi Jura an der Arabischen Universität von Beirut im Libanon Rechtswissenschaften.
2000 erhielt er ein Diplom von der Tufts-Universität im Bereich Diplomatie und Jura.

## Karriere
Am 1. September 1993 begann Dehami für das Außenministerium zu arbeiten.
Zwischen 1993 und 2002 arbeitete er in verschiedenen Abteilungen des Außenministeriums. Ab 2002 bis 2007 war er Teil der katarischen Mission zu den Vereinten Nationen (VN) in Genf. Zwischen 2008 und 2009 war er der Vize-Direktor für Menschenrechte beim Außenministerium.
2009 bis 2011 war er Vize-Direktor für amerikanische und europäische Angelegenheiten. Im Jahre 2013 hatte er dieselbe Position für den asiatischen Raum inne.
Ab 2014 bis 2019 diente er als Botschafter Katars in Südkorea. 2019 wechselte er dann in seine aktuelle Position des Botschafters von Katar in der Volksrepublik China.

## Privates
Mohamed al-Dehaimi hat 3 Söhne und zwei Töchter.